# Liste von Kunstwerken im öffentlichen Raum in Davos
Dies ist eine Liste von Kunstwerken im öffentlichen Raum in Davos. Sie enthält öffentlich zugängliche Objekte in Davos (Kanton Graubünden, Schweiz).
| Foto                       |                 | Objekt                                |  | Typ                       |  |         | Teil von      | Standort                               | Künstler            | Datierung       | Beschreibung |
| -------------------------- | --------------- | ------------------------------------- |  | ------------------------- |  | ------- | ------------- | -------------------------------------- | ------------------- | --------------- | --- |
|                            | Datei hochladen | Denkmal für Sir Arthur Conan Doyle    |  | Denkmal                   |  | Denkmal | Kurpark Davos | Kurgartenstrasse                       |                     |                 | Gedenkstein für Sir Arthur Conan Doyle (1859-1930) |
| Alexander-Spengler-Denkmal | Datei hochladen | Alexander-Spengler-Denkmal • Atmender |  | Statue, Denkmal           |  | Denkmal | Kurpark Davos | Kurgartenstrasse                       | Philipp Modrow      | 1924            | Denkmal für Alexander Spengler (1827-1901) |
| Träume vom Fliegen         | Datei hochladen | Träume vom Fliegen                    |  | Skulptur                  |  |         |               | Promenade 80 ·                         | Claudio Caprez      |                 | |
| Brunnenanlage              | Datei hochladen | Brunnenanlage                         |  | Skulpturengruppe, Brunnen |  | Brunnen | Kurpark Davos | Kurgartenstrasse                       | Wilhelm Schwerzmann | 1914, 1939-1941 | Brunnen geschaffen für die Schweizerische Landesausstellung 1914, ab 1915 in Davos, ergänzt durch die Tierplastiken: Wolf (1939), Steinbock (1940) und Bär (1941) |
| Bubenbrunnen               | Datei hochladen | Bubenbrunnen                          |  | Brunnen                   |  | Brunnen |               | Postplatz ·                            | Wilhelm Schwerzmann | 1928            | |
| BW                         | Datei hochladen | Skistürzebrunnen • Parsennbrunnen     |  | Brunnen                   |  | Brunnen |               | Bahnhofstrasse/Promenade/Dorfstrasse · | Wilhelm Schwerzmann |                 | |
| Wildmannbrunnen            | Datei hochladen | Wildmannbrunnen                       |  | Brunnen                   |  | Brunnen | Rathaus Davos | Berglistutz 1 ·                        |                     |                 | |
| BW                         | Datei hochladen | Klöckler-Plastik                      |  | Plastik                   |  |         | Rathaus Davos | Berglistutz 1 ·                        | Hermann Klöckler    | 1974            | |
| Tierrelief                 | Datei hochladen | Tierrelief                            |  | Relief                    |  |         | Kurpark Davos | Kurgartenstrasse ·                     | Wilhelm Schwerzmann |                 | |
| Wandbild                   | Datei hochladen | Wandbild                              |  | Wandbild                  |  |         | Alte Post     | Promenade 43 ·                         | Paul Held           | 1939            | |